# Andrew Feinstein
Andrew Feinstein (Kaapstad, 16 maart 1964) is een Zuid-Afrikaans-Brits politicus, activist en auteur.

## Levensloop
Feinstein is de zoon van Oostenrijkse Holocaustoverlevers. 
In zijn tienerjaren werd hij actief in het clandestiene Afrikaans Nationaal Congres (ANC). In de eerste democratische verkiezingen in 1994 werd Feinstein voor het ANC verkozen tot de provinciale raad van Gauteng en in 1997 tot de Nationale Vergadering, het nationale lagerhuis. Als parlementslid diende hij een motie in over de Holocaust, de eerste in de Zuid-Afrikaanse politieke geschiedenis. Hij zetelde in de commissie Financiën en zat de subcommissie voor die de Public Finance Management Act van 2000 opstelde. Hij werd genoemd als "een van de meest uitgesproken en getalenteerder parlementsleden". In 2001 verliet hij het parlement uit onvrede met de onwil van zijn partij om een corrupte wapendeal te onderzoeken.
Sindsdien woont hij in Londen, waar hij directeur werd van Corruption Watch UK en voorzitter van het aidsfonds Friends of the Treatment Action Campaign. Hij is bestuurslid van de onderzoeksjournalistieke website Declassified UK. 
Feinstein schrijft en geeft lezingen over Zuid-Afrika en de internationale wapenhandel. Hij wordt beschouwd als een dissident van ANC en een criticus. In 2007 bracht hij zijn memoires uit in boekvorm, After the Party: A Personal and Political Journey Inside the ANC. In 2011 verscheen het boek The Shadow World: Inside the Global Arms Trade, dat door The Washington Post werd omschreven als "een allesomvattende behandeling van de wapenhandel". In het boek legt hij het verband tussen de internationale wapenhandel en corruptie. Belgisch regisseur Johan Grimonprez maakte er een documentairefilm van, die in 2016 uitkwam en prijzen won op de filmfestivals van Edinburgh, Valladolid en Oostende.
Feinstein is lid van Labour, steunde Jeremy Corbyn in de verkiezingen van 2019, en staat bekend als criticus van Keir Starmer. Begin 2024 bleek dat Feinstein zich opmaakte om zich kandidaat te stellen in de verkiezingen in hetzelfde district als, en dus als uitdager van, Keir Starmer.
Hij is actief in het verzet tegen de Israëlische bezetting van de Israëlische bezetting van Palestijnse gebieden. Volgens Feinstein is de apartheid van Israël brutaler dan die van Zuid-Afrika en omschrijft de daden van Israël in Gaza in 2023-2024 als een genocide.
- Bibsys: 12035906
- CiNii: DA18322619
- Gemeinsame Normdatei: 1020687142
- International Standard Name Identifier: 0000 0000 7267 9615
- Library of Congress Control Number: no2009040924
- Nationale Bibliotheek van Israël: 987007306288805171
- Nederlandse Thesaurus van Auteursnamen: 321606450
- Système universitaire de documentation: 127758763
- Virtual International Authority File: 83604645
- WorldCat: E39PBJB48fffDbwdFrVdfF8Hmd